# Hegedűs Tibor (színművész)
Hegedűs Tibor Károly Vendel (Budapest, 1898. november 8. – Budapest, 1984. november 7.) magyar színművész, rendező, színigazgató, főiskolai tanár, érdemes művész.

## Életpályája
Hegedűs (Fiedler) Károly (1863–1945) és Ács Malvina (1877–1949) gyermekeként született. Az első világháborúban az orosz fronton volt katona. Pályáját Miskolcon újságíróként kezdte. 1918–1921 között a Színművészeti Főiskola hallgatója volt.
Diplomaszerzése után a Belvárosi Színházban és az Andrássy úti Színházban játszott. 1923-tól az Unió Rt. színházainak rendezőjeként dolgozott. 1924-ben Budapesten házasságot kötött Horváth Kornélia Auguszta színésznővel. 1925–26-ban a Renaissance Színház, 1926–27-ben a Belvárosi Színház művésze volt. 1927-től a Vígszínház rendezője, majd főrendezője volt. 1943–44-ben a színház igazgatója volt. 1938–44 között a Színművészeti Főiskolán tanított. 
1945 után több színházban: Vidám Operettszínpad (1946), Szegedi Nemzeti Színház (1946–1949), Állami Bányász Színház (1949–1950), Vidám Színpad (1951–1958), a Magyar Néphadsereg Színháza (1955–1957), József Attila Színház (1958–1969) dolgozott. A XI. kerületi Tanács Népművelési Osztályának munkatársa és a Csepeli Vasművek munkás színjátszó csoportjának tanára (1949–1955) is volt.
1969-ben nyugalomba vonult. Egy nappal 86. születésnapja előtt hunyt el.

## Főbb rendezései
- Móricz Zsigmond: Sári bíró
- Wedekind: A tavasz ébredése
- William Shakespeare: Hamlet
- Móricz Zsigmond: Úri muri
- Hunyady Sándor: Júliusi éjszaka
- Bruckner: Angliai Erzsébet
- Kós Károly: Budai Nagy Antal
- Wilder: A mi kis városunk
- Hauptmann: Naplemente előtt
- Luigi Pirandello: Hat szerep keres egy szerzőt
- Csehov: Sirály
- Kállai István: Kötéltánc
- Kertész Imre: Bekopog a szerelem

## Filmes és televíziós szerepei
- Sári bíró (1943)
- Tavaszi szonáta (1942)
- Kacagó asszony (1930)
- Az orvos titka (1930)

## Könyve
- A színész, a színpad és a hangosfilm (1942).

## Díjai, elismerései
- Érdemes művész (1973)